# オン・ザ・ロック (映画)
『オン・ザ・ロック』（原題:On the Rocks）は2020年に公開されたアメリカ合衆国のドラマ映画である。監督・脚本・共同製作はソフィア・コッポラ。ビル・マーレイとラシダ・ジョーンズが主役の父娘を演じる。
2020年10月2日にアメリカ、英国、日本などで劇場公開。10月23日にApple TV+で全世界に配信された。

## 概略
舞台はニューヨーク。作家のローラは夫のディーンや2人の娘たちと仲睦まじく暮らしていたが、家事に追われ作家業はスランプ気味である。映画の事業を新しく始めたディーンが頻繁に残業するようになってからというもの、「夫は同僚のフィオナと不倫しているのではないか」という疑念を抱くようになった。
ローラは久しぶりに再会した父親のフェリックスに相談する。フェリックスは「白黒はっきりさせた方が良い」とアドバイスする。
ローラは幼い娘を寝かしつけた後、二人で夜の繁華街に繰り出しディーンを尾行するが、信号無視で警察に捕まり見失ってしまう。その後、ディーンがメキシコに出張することを知った二人は、密かにその後を追う。勇気を出してホテルの部屋を訪ねるローラだが、フィオナが別の相手と宿泊していた。驚く二人のもとにディーンからの電話がかかる。予定を変更して自宅に戻るというのだ。急いで帰宅したローラは全てを夫に告白し懺悔する。

## キャスト
※括弧内は日本語吹替
- フェリックス：ビル・マーレイ（江原正士）
- ローラ：ラシダ・ジョーンズ（内海祐紀）
- ディーン：マーロン・ウェイアンズ（菊本平）
- フィオナ：ジェシカ・ヘンウィック（川上彩）
- ヴァネッサ：ジェニー・スレイト（森谷彩子）
- テオ：アレクサンドラ＆アナ・ライナー（蝦名彩香）
- グラン：バーバラ・ベイン（羽鳥靖子）
- オキャラハン巡査：マイク・ケラー（峰晃弘）

## 製作
AppleとA24との共同製作による映画第1作にあたる。2018年11月15日、両社が複数年にわたる契約を結んだことが発表された。翌2019年1月15日に、ソフィア・コッポラ監督の新作映画が選ばれ、ビル・マーレイとラシダ・ジョーンズが起用されたと報じられた。4月、マーロン・ウェイアンズの出演が決まった。6月、ジェシカ・ヘンウィックがキャスト入りした。6月よりニューヨークで始まった。翌2020年8月19日、フェニックスがサウンドトラックを手がけるとの報道があった。

## 公開・マーケティング
2020年8月13日、本作の劇中写真が初めて公開された。19日、本作のオフィシャル・トレイラーが公開された。9月22日ニューヨーク映画祭でプレミア上映された。

## 評価
本作は批評家から高く評価されている。映画批評集積サイトのRotten Tomatoesには143件のレビューがあり、批評家支持率は87%、平均点は10点満点で7.37点となっている。サイト側による批評家の見解の要約は「一流の俳優・スタッフが揃っているのでつい期待してしまうが、その期待に見合うほどの出来映えではない。しかし、佳作であることには間違いはなく、ビル・マーレイが年を取ってもなおチャーミングであることを証明する一作となっている。」となっている。また、Metacriticには43件のレビューがあり、加重平均値は73/100となっている。